# Bastarnové

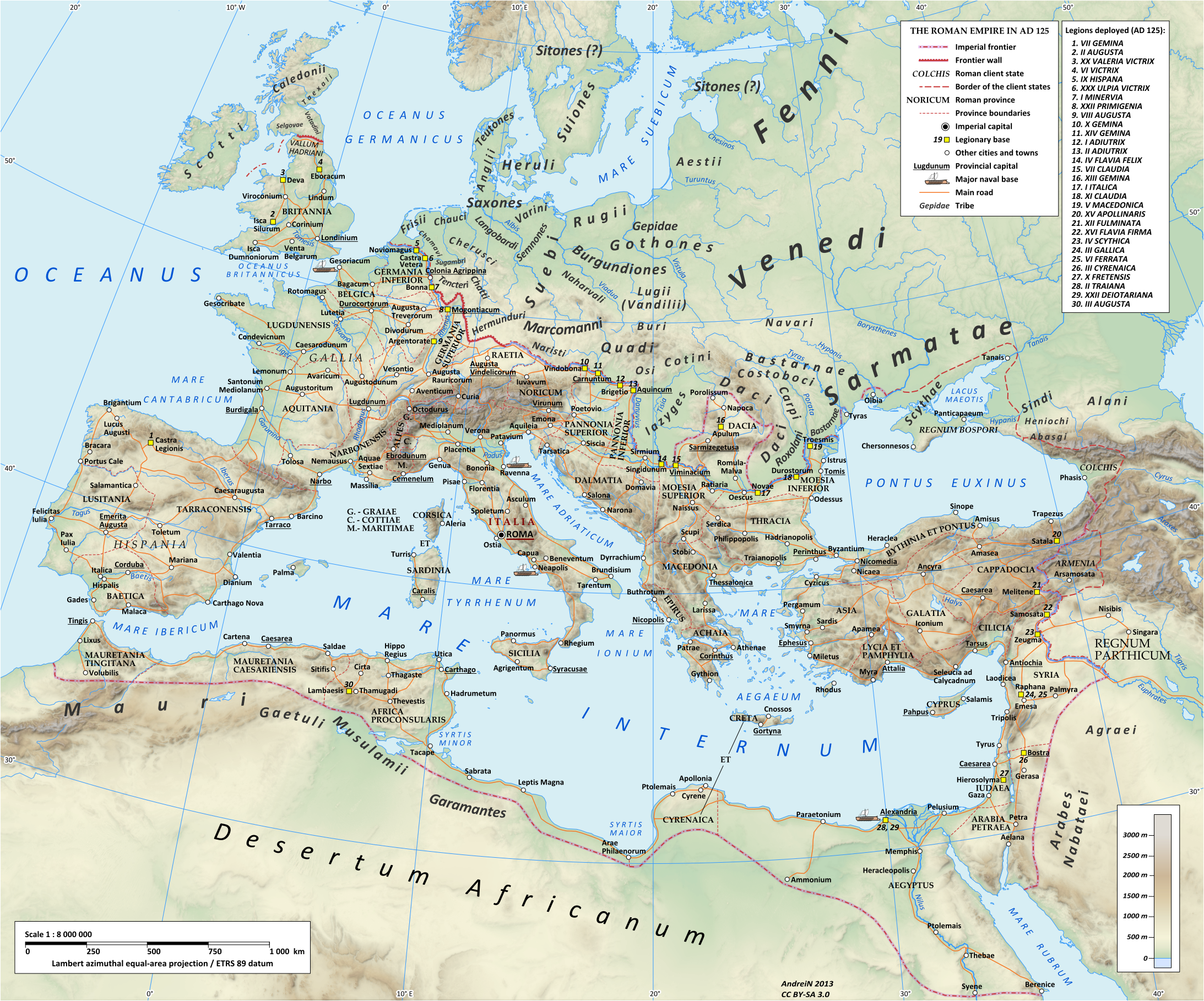
Mapa římské říše a Evropy v roce 125 n. l., Bastarnové jsou vyobrazeni jako dvě skupiny. Menší severně od delty Dunaje, známá jako Peucini, a další na sever od nich.

Bastarnové byl indoevropský kmenový svaz, který zhruba v období od roku 200 př. n. l. do roku 300 n. l. sídlil na území mezi východními Karpatami a řekou Dněprem na sever a východ od starověké Dácie. Jedna z větví Bastarnů, nazývaná řecko-římskými autory Peukinové (Peucini), obývala oblast severně od delty Dunaje.
Podle nejstarších historiků byla etnolingvistická příslušnost Bastarnů pravděpodobně keltská. Pozdější historické prameny však udávají germánský nebo skyto-sarmatský původ. Často jsou spojováni s Germány nebo s lidmi „mezi Kelty a Germány“. Nejpravděpodobnější scénář je, že byli původně keltským kmenem, žijícím v dolním údolí řeky Visly. Kolem roku 200 př. n. l. tyto kmeny migrovaly, možná doprovázené některými germánskými prvky, na jihovýchod do oblasti severního Pontu. Zdá se, že některé prvky byly do 3. století do jisté míry asimilovány okolními Sarmaty.
Do konfliktu s Římany se Bastarnové poprvé dostali během 1. století před naším letopočtem, kdy ve spojenectví s Dáky a Sarmaty neúspěšně čelili římské expanzi do Moesie a Panonie. Později se zdálo, že během prvních dvou století našeho letopočtu s římskou říší udržovaly přátelské vztahy. To se změnilo zhruba v roce 180, kdy jsou Bastarnové zaznamenáni jako účastníci invaze na římské území, opět ve spojení se sarmatskými a dáckými prvky. V polovině 3. století byli Bastarnové součástí Góty vedené velké koalice kmenů z dolního Dunaje, která opakovaně napadala balkánské provincie Římské říše.
Mnoho Bastarnů bylo na konci 3. století přesídleno na území Římské říše.